# 엄기두
엄기두(嚴基斗, 1966년 ~ )은 대한민국의 제16대 해양수산부 차관인 공무원이다.

## 학력
- 장충고등학교 졸업
- 고려대학교 행정학 학사

## 경력
- 1992년 제36회 행정고시 합격
- 2005.06 해양수산부 항만물류과 과장
- 2007 ~ 2010 주 러시아 대사관 참사관
- 2012.08 국토해양부 해양환경정책과 과장
- 2013.03 해양수산부 기획재정담당관
- 2013.07 국립수산물품질관리원 원장
- 2015.07 해양수산부 해양산업정책관
- 2017.01 해양수산부 해운물류국 국장
- 2019.09 ~ 2021.01 해양수산부 수산정책실장
- 2021.02 ~ 2021.05 해양수산부 기획조정실장
- 2021.05 ~ 2022.05 해양수산부 차관
- 2022.07 ~ 수산업협동조합 중앙회 수산경제연구원장